# Anna Kournikova's Smash Court Tennis
Anna Kournikova's Smash Court Tennis, connu sous le nom Smash Court 2 (スマッシュコート2, Sumasshu Kōto Tsū) au Japon, est un jeu vidéo de tennis développé et édité par Namco, sorti sur PlayStation en 1998 au Japon et en 1999 en Europe.
Il tient son nom de la joueuse Anna Kournikova.

## Accueil
En 2014, le mode multijoueur reste un des points forts du jeu pour Marcus qui évoque de bons moments partagés entre amis.